# Cantores de la Estrella
Los Cantores de la Estrella (en alemán Sternsinger) es una tradición cristiana alemana, aunque se da también en otros países del centro y norte de Europa, como Austria. Son grupos de niños que el 6 de enero, fiesta de la Epifanía del Señor, se disfrazan de Reyes Magos y portan una estrella. La estrella simboliza a la estrella de Belén, que guio a los Reyes hasta el portal de Belén, donde había nacido el Niño Jesús. Estos niños son bendecidos por el sacerdote de la parroquia que los envía, y van cantando villancicos o recitando poesía de casa en casa, con el fin de recaudar limosna para los pobres.

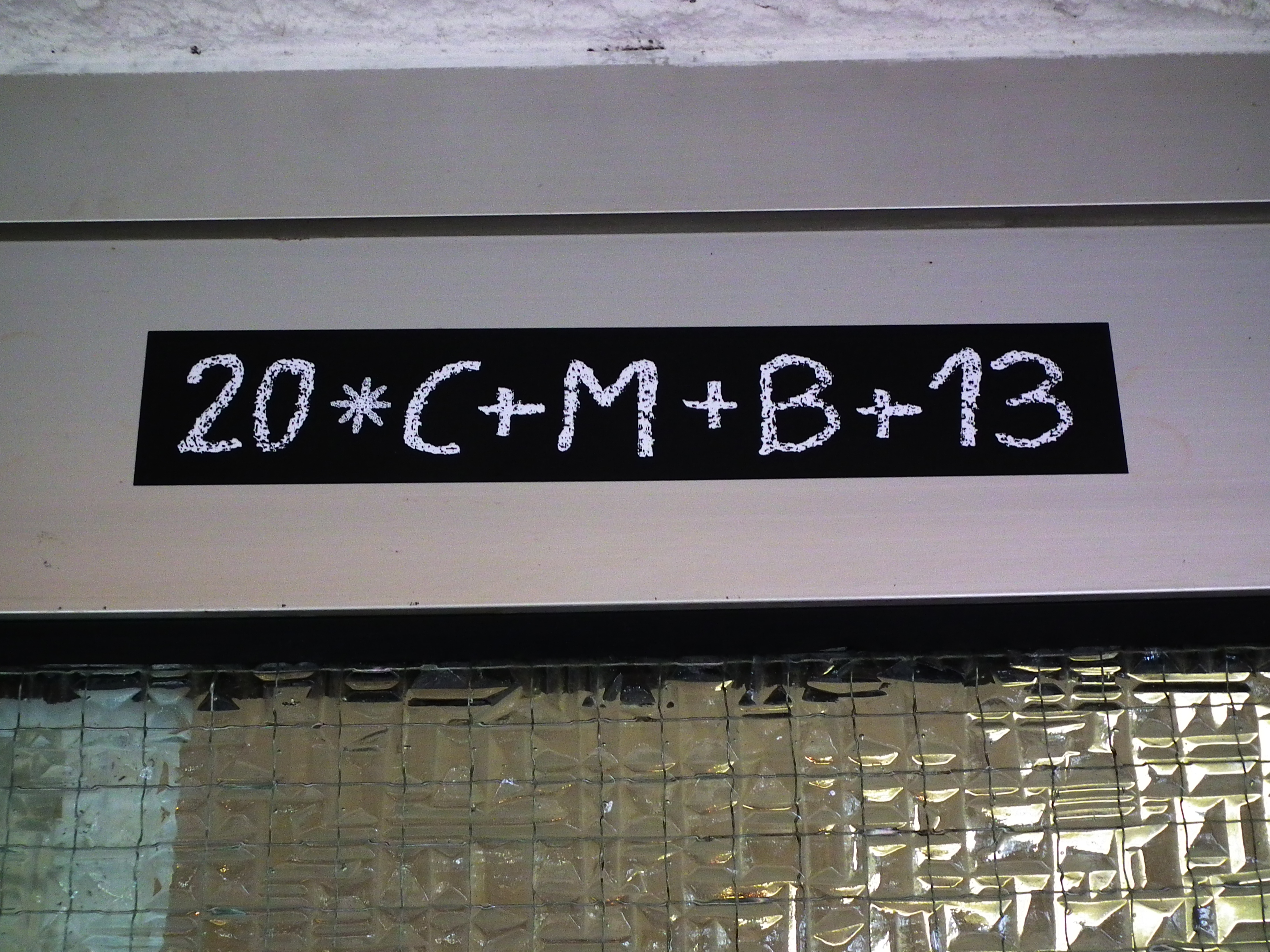
Inscripción de epifanía en la parte superior de una puerta de Viernheim en el año 2013

Otra tarea de la que se han de encargar estos niños en la Epifanía es bendecir las casas por donde pasan. Con unas tizas bendecidas, escriben una curiosa inscripción en la puerta. Primero, las dos primeras cifras del año, y tras ellas un asterisco, que simboliza la Estrella de Belén. Después las siglas de Christus Mansionem Benedicat (C+M+B+) separadas por tres cruces que representan a la Santísima Trinidad. Por último se escriben las dos últimas cifras del año. Y así es como sería la inscripción del año 2016: 20*C+M+B+16. Esto se ha de dejar escrito hasta Pentecostés o bien hasta que la lluvia lo borre, pero ya hay personas que prefieren dejarlo para siempre, poniendo placas de todos los años en los que la casa fue bendecida o en vez de placas usan pegatinas. Se trata de una costumbre muy arraigada en Alemania y es algo común el ver casi todas las casas con sus puertas marcadas.